# Chiesa di San Bernardo (Bogliasco)
La chiesa di San Bernardo è un luogo di culto cattolico situato nella frazione di Poggio Favaro-San Bernardo, in via San Bernardo, nel comune di Bogliasco nella città metropolitana di Genova. La chiesa è sede della parrocchia omonima del vicariato di Bogliasco-Pieve-Sori dell'arcidiocesi di Genova.

## Storia

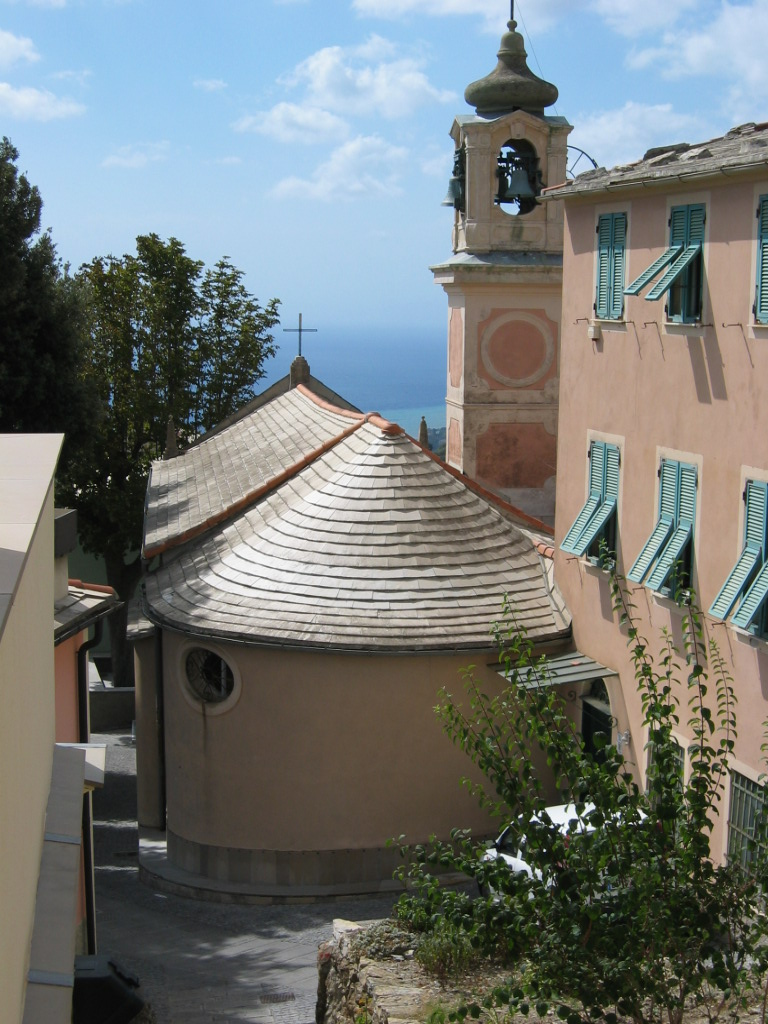
Vista posteriore del complesso

Originariamente sorse nel XVI secolo come cappella dell'antica pieve di san Michele Arcangelo di Pieve Ligure. La sua costruzione fu fortemente voluta e costruita dalla locale popolazione di Favaro. In seguito fu prolungata nel 1780 e l'ultimo rifacimento della facciata risale al 1922; nello stesso anno fu eretto il campanile.
Nel 1839 divenne succursale di Pieve Ligure e solo dal 1934 fu eretta a vicaria autonoma; due anni dopo, 30 luglio del 1936, fu eletta al titolo di chiesa parrocchiale.

## Descrizione
Al suo interno è conservato un pregevole dipinto del XVII secolo, recentemente restaurato, attribuito alla scuola di Bartolomeo Biscaino e raffigurante la Madonna Addolorata con i santi Bernardo, Maurizio, Francesco, Antonio abate e Lucia.
Sull'altare di sinistra è presente un dipinto ad olio su tela del 1924 ad opera del pittore Gerolamo Nerli di Siena.